# Aibolitus
Aibolitus (лат.) — ископаемый род крылатых насекомых из семейства Protembiidae (=Sojanoraphidiidae), относящегося, в свою очередь, к вымершему отряду Cnemidolestodea[уточнить]. Ископаемые остатки представителей рода известны из отложений кунгурского яруса пермского периода России и США возрастом 279,5—272,5 млн лет назад.

## История изучения
Род был выделен советскими палеонтологами Новокшоновым и Стороженко в 1996 году. Первоначально к нему относили только один вид Aibolitus medicinus, обнаруженный Чекарде, Пермская область..
В 2007 году американские палеонтологи Бетоукс и Бекмейер описали из Канзаса второй вид, получивший название Aibolitus minutus.
На момент описания оба вида относили к отряду Grylloblattida.

## Систематика
По данным сайта Paleobiology Database, на октябрь 2019 года в род включают два вида:
- Aibolitus medicinus Novokshonov & Storozhenko, 1996
- Aibolitus minutus Béthoux & Beckemeyer, 2007